# Fauresmithià
El Fauresmithià és el nom que se sol utilitzar per a designar les darreres etapes de l'Acheulià al sud i l'est d'Àfrica. Pren el nom de la ciutat de Fauresmith, situada al sud-oest de Bloemfontein, a l'estat d'Orange.
La indústria lítica d'aquesta cultura, que va evolucionar a la regió epònima de Fauresmith, conserva característiques acheulianes: bifaços, fenedors, rascadors, però el mètode Levallois es va desenvolupar amb laminació, i els nuclis també van adquirir una forma de disc. Presenta moltes analogies amb el micoquià. També es troba en altres jaciments arqueològics com ara la cova Wonderwerk i Kathu Pan, on es podria datar del voltant del 420000 ae.